# 포트 조지 G. 미드
포트 조지 G. 미드(Fort George G. Meade)는 메릴랜드주에 있는 미국 육군의 시설 중의 하나이다.

## 세입 조직
포트 조지 G. 미드에 있는 기관과 부대는 다음과 같다:
- 환경과학원 (미국 환경보호청)
- 의회도서관 서고((Library of Congress Book Storage Facility)

### 국방부
- 미국 사이버사령부
- 국가보안국
- 국방방첩보안국(영어판)
- 볼티모어 국방배송기지(Defense Courier Station - Baltimore)
- 국방정보체계국(Defense Information Systems Agency)
- 국방미디어처(Defense Media Activity)
  - 국방정보학교(Defense Information School)
- 국방보건국
  - 법의독물학 마약실험연구소
  - 동북부 합동지원 의료기획운영과(Joint Regional Medical Plans & Operations Branch, Northeast)
  - 킴브로그(Kimbrough) 외래진료소
- 국방보안근무대(Defense Security Service)

### 미국 육군

#### 기관
- 볼티모어 예비역센터
- 볼티모어 군입대처리소(MEPS) (미국 군입소처리사령부 제12대대)
- 육군감사국(영어판)
- 육군공보원(Army Public Affairs Center)
- 포트 조지 G. 미드 네트워크 기획원(Network Enterprise Center)
- U.S. Army Claims Service

#### 부대
- 미국 육군 모집사령부
  - 제1모집여단, 본부
  - 제1의무모집대대
  - 볼티모어 모집대대
- 미국 육군 범죄사수대
- 육군사이버사령부, 본부
- 제7통신사령부, 본부
- 제32민간지원팀
- 제48전투지원병원
- 제200군사경찰사령부
- 제352민사사령부 (미국 육군 민사심리작전사령부)
- 제3훈련지원여단
- 제704군사정보여단
- 제780군사정보여단
- 육군방첩사령부, 옛 제902군사정보단
- 사이버 CoE 부사관학교
- 미국 육군 공병대 볼티모어 지구 (북대서양 지부)
- 미국 육군 야전군악대(영어판)
- 미국 동부 공공보건사령부 (동부의무대응사령부)
- 제308군사정보대대
- 제55통신중대

### 미국 해군
- 함대사이버사령부/제10함대
- 제6암호화전단(Cryptologic Warfare Group 6)

### 미국 공군
- 제70정보감시정찰단(70th ISR Wing) (제10공군)(지상부대)

### 미국 해병대
- 해병암호화지원대대 (해병대 정보대)

## 참고
1. ↑  “Partner Commands :: FORT MEADE” (영어). 2024년 12월 30일에 확인함.